# 日本自由党 (1945-1948)
日本自由党（にほんじゆうとう）は、1945年（昭和20年）から1948年（昭和23年）まで存在した日本の保守政党。

## 党史
1945年（昭和20年）10月、旧立憲政友会（正統派）系の鳩山一郎、河野一郎、芦田均らを中心に、旧立憲民政党に属していた三木武吉らも参加して結党。直接の母体となったのは政党解消後に旧政友会正統派の翼賛政治に批判的な議員が中心となって結成した会派・同交会である。同交会は翼賛選挙で9名しか当選者を出せず1942年（昭和17年）5月に解散したが、その後も同志的結束を崩さず敗戦後直ちに自由党の結党に向かった。
東条内閣の末期、国会の開院式で天皇を待つ行列の中で鳩山一郎と三木武吉は「近衛と木戸の火いたずらから起こった火事の跡始末」を二人でやると誓い合っていた。
終戦一週間後、軽井沢から東京に戻ってきた鳩山は芦田均らと自由主義派議員の集まりであった同交会メンバーを中心に政党の結成に動いた。鳩山は無産政党勢力を含めた結集を考え反東条で共闘した西尾末広らと会談し保革にまたがる進歩的政党を提案したが断られた。
昭和20年（1945年）9月6日に総裁鳩山一郎、幹事長に河野一郎を抜擢して、参加代議士43名にて新党が設立された。
鳩山一郎を中心とする自由党は、保守政党人や財界人らによって戦後保守政党の初名乗りを上げて結成された。「ポツダム宣言を実践し、軍国主義的要素を根絶」「自由な経済活動を促進」などを綱領に掲げ、軍国主義の打破と民主的な責任ある政治体制の確立、自由経済による経済再建、思想・学問などの自由の保障による文化の振興を掲げた。
1946年（昭和21年）、第22回衆議院議員総選挙で自由党が第1党となり、鳩山への大命降下（組閣指示）が確実であったが、連合国軍最高司令官総司令部（GHQ）より公職追放命令が出たため鳩山は吉田茂に後継総裁へ就任要請し吉田は受諾。吉田は一旦総務になり、第1党の代表として大命降下を受け5月22日内閣総理大臣に就任した。その後、三木武吉公職追放後は総務会長に、そして、8月の党大会で正式に総裁に就任した。日本国憲法制定後の最初の第23回衆議院議員総選挙では日本社会党に敗れて第2党に転落、下野した。
野党となった日本自由党は、日本社会党との連立政権に反対して離党した元民主党議員からなる同志クラブ・民主クラブと合同し、民主自由党となる。

## 綱領[8]
- 一、自主的にポツダム宣言を実践し軍国主義的要素を根絶し世界の通義に則って新日本の建設を期す
- 二、国体を護持し、民主的体制を確立し、学問、芸術、教育、信教を自由にして、思想、言論、行動の暢達を期す
- 三、財政を強固にし、自由なる経済活動を促進し、農工商各産業を再建して国民経済の充実を期す
- 四、政治道徳、社会道義を昂揚し、国民生活の明朗を期す
- 五、人権を尊重し、婦人の地位を向上し、盛んに社会政策を行い、生活の安定幸福を期す

## 略史
- 1945年
  - 10月　結党。
- 1946年
  - 4月　第22回衆議院議員総選挙で第1党。
  - 5月　鳩山一郎総裁公職追放。
  - 8月　党大会で、吉田茂総裁就任。
- 1947年
  - 3月　衆議院解散
  - 4月　第23回衆議院議員総選挙で第2党に転落。
  - 5月　首班指名で、日本社会党・片山哲が内閣総理大臣に選出され、下野する。
- 1948年
  - 3月　民主自由党結党のため、日本自由党解党。

## 役職

### 歴代総裁一覧
| 代 | 総裁 | 総裁     | 在任期間                                              |
| -- | ---- | -------- | ----------------------------------------------------- |
| 1  |      | 鳩山一郎 | 1945年（昭和20年）11月9日 - 1946年（昭和21年）8月18日 |
| 2  |      | 吉田茂   | 1946年（昭和21年）8月18日 - 1948年（昭和23年）3月15日 |

### 歴代執行部役員表
| 総裁     | 幹事長   | 総務会長 | 政務調査会長 | 参議院議員会長 |
| -------- | -------- | -------- | ------------ | -------------- |
| 鳩山一郎 | 河野一郎 | 三木武吉 | 安藤正純     |                |
| 〃       | 〃       | 〃       | 北昤吉       |                |
| 〃       | 大野伴睦 | 吉田茂   | 星島二郎     |                |
| 吉田茂   | 〃       | 星島二郎 | 芦田均       |                |
| 〃       | 〃       | 〃       | 〃           | 板谷順助       |
| 〃       | 〃       | 〃       | 大村清一     | 〃             |
| 〃       | 〃       | 〃       | 増田甲子七   | 〃             |

- この節の参考文献：村川・石上『日本の政党』

## 党勢の推移

### 衆議院
| 選挙         | 当選/候補者 | 定数 | 備考               |
| ------------ | ----------- | ---- | ------------------ |
| （結党時）   | 46/-        | 466  | 公職追放-30        |
| 第22回総選挙 | 140/485     | 466  | 追加公認+8         |
| 第23回総選挙 | 131/326     | 466  | 離党-5、追加公認+3 |

### 参議院
| 選挙          | 当選/候補者 | 非改選 | 定数 | 備考                          |
| ------------- | ----------- | ------ | ---- | ----------------------------- |
| （結党時）    | -/-         | -      | -    | 参議院は存在せず              |
| 第1回通常選挙 | 38/73       | -      | 250  | 第1回のみ全員選挙、追加公認+6 |

- 当選者に追加公認は含まず。追加公認には会派に加わった無所属を含む。
- 第22回総選挙の定数には、選挙を実施できなかった沖縄選挙区（定数2）含む。
- 第22回総選挙では、他に法定得票不足で定数を満たせなかった選挙区の再選挙で当選者1。
- この節の参考文献：石川（一部山口による加筆）『戦後政治史』